# Nyctonympha boyacana
Nyctonympha boyacana là một loài bọ cánh cứng trong họ Cerambycidae.